# Stéphanie Cohen-Aloro
Stéphanie Cohen-Aloro (Paris, 18 de Março de 1983) é uma ex-tenista profissional francesa, seu melhor ranking de simples de N. 61 e 54 em duplas pela WTA. Ela é prima de Jean-Victor Meyers e sobrinha de Jean-Pierre Meyers e Françoise Bettencourt Meyers, a mulher mais rica do mundo. Seus pais são Martine Meyers e Franck Cohen-Aloro.